# Ophthalmophagus singularis
Ophthalmophagus singularis är en plattmaskart. Ophthalmophagus singularis ingår i släktet Ophthalmophagus och familjen Cyclocoelidae. Inga underarter finns listade i Catalogue of Life.